# انچنان‌کورت-ات-کزل
انچنان‌کورت-ات-کزل (به فرانسوی: Anchenoncourt-et-Chazel) یک کمون در فرانسه است که در Canton of Amance واقع شده‌است.

## خصوصیات
انچنان‌کورت-ات-کزل ۱۳٫۹۱ کیلومترمربع مساحت و ۲۳۹ نفر جمعیت دارد.